# موسیقی هوی متال
هِوی متال (به انگلیسی: heavy metal) یا به اختصار متال، ژانری از موسیقی راک است که در سال‌های پایانی دههٔ ۱۹۶۰ و اوایل دههٔ ۱۹۷۰ تا حد زیاد در بریتانیا و ایالات متحده به وجود آمد. این ژانر، ریشه در بلوز راک، سایکدلیک راک و اسید راک دارد. گروه‌های هوی متال صدای خشن و حجیمی را آفریدند که مشخصهٔ آن، گیتارهای تحریف‌شده یا اعوجاج‌یافته (دیستورشن)، تک‌نوازی‌های طولانی، ضرب‌آهنگ‌های قوی و بلندی صوت است.
در سال ۱۹۶۸، سه تا از مشهورترین پیشگامان این ژانر—گروه‌های بریتانیایی لِد زپلین، بِلَک سَبَث و دیپ پرپل—پایه‌گذاری شدند. اگرچه آن‌ها مخاطبان زیادی را به خود جذب کردند، اما غالباً از سوی منتقدان مورد تمسخر قرار می‌گرفتند. چند گروه آمریکایی طی دههٔ ۱۹۷۰ هوی متال را به اشکال قابل فهم‌تر اصلاح کردند: صدای نپخته و نامرغوب و شاک راکِ آلیس کوپر و کیس؛ راک ایروسمیث که ریشه در ژانر بلوز داشت؛ و گیتار پر زرق و برق ون هیلن. در میانهٔ دههٔ ۱۹۷۰، جوداس پریست با کنار گذاشتن بسیاری از تأثیرات بلوز، به تسریع تکامل این ژانر کمک کرد. گروه موتورهد معرف تلفیق پانک راک و تأکید فزاینده بر سرعت در این ژانر بود. در اواخر دههٔ ۱۹۷۰، گروه‌هایی در موج نوی هوی متال بریتانیایی مانند آیرن میدن و ساکسون به روشی مشابه آغاز به کار کردند. تا پایان این دهه، طرفداران هوی متال با نام «متال‌هد» یا «هدبنگر» معروف شدند. اشعار برخی ژانرهای متال با پرخاشگری و مردسالاری همراه بود، که گاه آن را به زن‌ستیزی متهم کرده‌اند.
در طول دههٔ ۱۹۸۰، گلم متال با گروه‌هایی مانند بون جووی، ماتلی کرو و پویزن محبوب شد. در همین حال، در عرصهٔ زیرزمینی این ژانر مجموعه‌ای از سبک‌های پرحرارت‌تری آفریده شد: ترش متال با گروه‌هایی مانند متالیکا، اسلیر، مگادث و انترکس وارد جریان اصلی شد در حالی که سایر زیرژانرهای افراطی مانند دث متال و بلک متال به پدیده‌های خرده‌فرهنگی مبدل شدند. از میانهٔ دههٔ ۱۹۹۰، سبک‌های محبوبی این ژانر را گسترش دادند که شامل گروو متال و نیو متال می‌شود. نیو متال اغلب عناصر گرانج و هیپ هاپ را در خود جای داده است.
پس از گذشت چند سال از تشکیل اولین گروه‌ها در این سبک، متال نه تنها به‌عنوان یک ژانر موسیقی، بلکه به‌عنوان شیوه‌ای جدید برای بیان عقیده‌های سیاسی، اجتماعی، فرهنگی و مذهبی افراد که معمولاً ساختار اعتراضی داشت شناخته شد.

## گونه‌های هوی متال
«هوی متال» در حال حاضر دارای دومعنای مجزاست: یکی نام گونه‌ای از موسیقی به همراه زیرگونه‌های آن و دیگری سبکی است که گروه‌های اولیهٔ هوی متال در دههٔ ۱۹۷۰ داشتند که گاهی متال سنتی نیز نامیده می‌شود.

## شاخه‌ها
- بلک متال
- دث متال
- دووم متال
- فولک متال
- گلم متال
- گوتیک متال
- گرایندکور
- اینداستریال متال
- نئو-کلاسیکال متال
- نو متال
- پاور متال
- پراگرسیو متال
- اسپید متال
- سیمفونیک متال
- ترش متال
- متال مسیحی
- نومتال
- آلترناتیو متال

## مشخصات
مشخصه‌های اصلی هوی‌متال که آن را از راک جریان اصلی جدا می‌کردند عبارتند از ۱- بهره‌گیری از ریتم و ریف‌های سنگین‌تر و خشن‌تر گیتار الکتریک، ۲- به‌کارگیری ملودی و تک‌نوازی‌های گیتار لید (سولو) با زمانی طولانی، ۳- استفاده از درون‌مایه‌های هارمونی سبک‌های کلاسیک و بلوز و شکستن قالب‌های راک‌اندرول ۴- ریتم‌های سنگین‌تر و قوی‌تر با صدای کوبنده‌تر درامز و ۵- آواز جیغ‌گونه و آزادتر نسبت به آواز راک؛ که باید تفاوت در محتوای ترانه‌ها را نیز به موارد پیش افزود. به گونه‌ای که وجود اعتراض، سیاه‌نمایی وضع موجود، ضدجنگ بودن، عرفان و فرقه‌گرایی مذهبی (در دهه ۱۹۷۰) یا ضدمذهبی (بعداً) از ضروریات آثار هوی‌متال در دهه‌های نخستین بود.
در زیرگونه‌های ساخته شده در دهه‌های بعدی برخی از این ویژگی‌ها از جمله تک‌نوازی گیتار لید یا استفاده از ریتم‌های سنگین کنار گذاشته شده است. برای مثال در ترش‌متال، دث‌مثال یا اسپیدمتال برخلاف هوی‌متال بهره‌گیری از ریتم‌هایی با تمپو بسیار بالا و سریع جزو اصول اساسی است. یا در نومتال و دیگر نمونه‌های متاخر متال، دیگر خبری از ملودی و تک‌نوازی گیتار نیست.

### آلات موسیقی
گروه‌های متال بیشتر اوقات از یک درامر، یک بیسیست، یک نوازنده گیتار ریتم، یک نوازنده گیتار لید (تک‌نواز) و یک خواننده که ممکن است نوازنده هم باشد تشکیل شده است. در برخی از زیرشاخه‌های هوی متال از کیبورد نیز استفاده می‌شود. گروه‌های هوی متال اولیه بیشتر از ارگ‌های هاموند استفاده می‌کردند که بعدها سینتی‌سایزر جایگزین آن شد. با این وجود گیتار بیشتر اوقات عنصر اصلی هوی‌متال است. از تغییر صدای گیتار برای ایجاد یک صدای قوی‌تر و 'سنگین' استفاده می‌شود. با گذشت زمان تک‌نوازی‌ها و ریف‌های ظریف‌تر بخش اعظم «موسیقی هوی‌متال» را تشکیل داد. نوازندگان گیتار از تپینگ، سویپ پیکینگ و دیگر تکنیک‌های پیشرفته برای نواختن سریع استفاده کردند. همچنین با توسعه فناوری، روش‌های جدیدی برای تغییر صدای گیتار به وجود آمد.
سبک آوازهای متال بسیار متنوع است. گسترهٔ این تنوع آوازهای اپرایی چند اوکتاوی ساخته راب هالفورد برای جوداس پریست و بروس دیکنسن برای گروه آیرن میدن تا آوازهای خشن بارنی گرین وی ر از نیپالم دث و چاک بیلی از تستامنت را شامل می‌شود.
در خصوص صدای زنده، شدت صدا یکی از مهم‌ترین عوامل به‌شمار می‌آید. اولین گروهی که به شکلی شاخص چه از نظر نوازندگی گیتار و چه درام نوازی و خوانندگی آثار هوی متال منتشر کرد گروهلدزپلین بود. به دنبال جیمی هندریکس و دِ هو گروه‌های اولیه هوی متال معیارهای جدیدی برای شدت صدا در حین اجرا تعیین کردند. تونی ایومی گیتاریست پیشگام گروه هوی متال بلک سبت، یکی از نخستین نوازندگان هوی متال است که به دلیل صدای زنده موسیقی دچار مشکلات فراوان در شنوایی خود شد. راک نواز دیترویت تد نوجنت و پیت تونشند-گیتاریست گروه دِ هو- تقریباً کر شده‌اند. گروه یوداکسیس از کانادا معروف به داشتن طولانی‌ترین و بلندترین طبلهای باس به طول شش پا هستند، که برخی از آن به عنوان دلیل اهمیت اندازه یاد می‌کنند. تثبیت صدای هوی متال در هجو راک با نام «این ضربه فقرات است» اثر گیتاریست «نایجل توفنل-که اعتراف کرد آمپلی فایرهای مارشال وی به گونه‌ای تغییر یافته‌اند که تا یازده بالا بروند-به تمسخر گرفته شده است.
در اواخر دهه هفتاد ابتدا تین لیزی و سپس جوداس پریست استفاده از دو گیتار لید (تک‌نواز) را باب کردند. گرچه پیش از آن گروه‌هایی همچون ویشبون اش، اسکورپیونز، و ای‌سی/دی‌سی هم از دو گیتار استفاده می‌کردند، در حالی‌که جوداس پریست ریتمی دوگانه را مورد استفاده قرار داد، تین لیزی از دو گیتار لید به عنوان بخشی از صدای ثابت موسیقی خود استفاده کرد. بسیاری از گروه‌ها همچون آیرن میدن از این روند پیروی کردند؛ و حتی گاه‌شمار گیتارهای خود را به سه رساندند.

### درون مایه‌ها

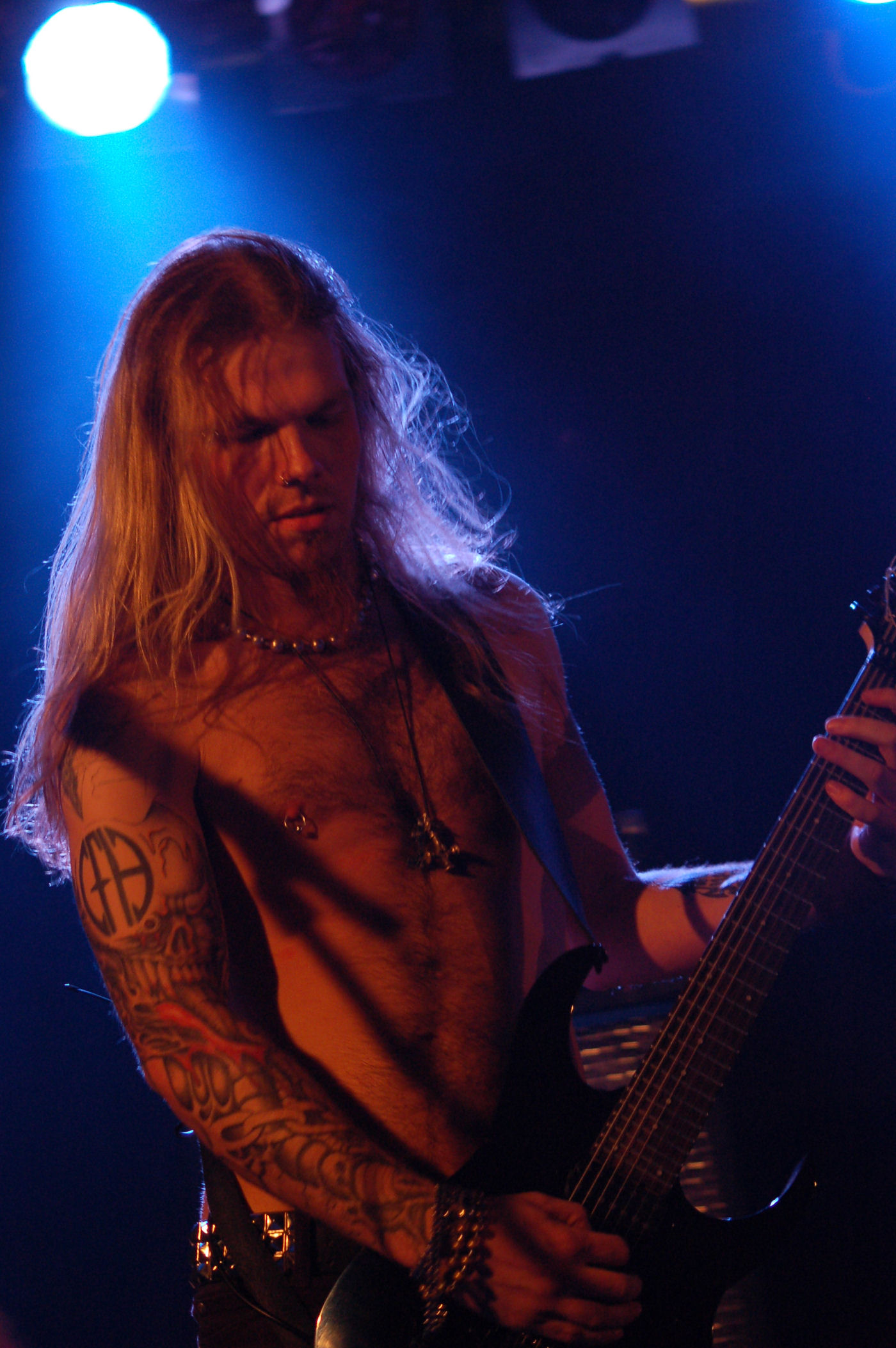
Terji Skibenas گیتاریست گروه Týr در فستیوال متالمانیا در سال ۲۰۰۷

در هوی متال نیز مانند دیگر سبک‌های پرطرفدار موسیقی، تصاویر بخشی از موسیقی را تشکیل می‌دهد. گرچه جلد آلبوم و نمایش‌های صحنه‌ای هیچ‌گاه از خود موسیقی اهمیتی بیشتر نیافتند اما به اندازه خود موسیقی ابزاری برای نشان دادن محتوا شدند. بسیاری از هنرمندان از طریق هوی متال با هم همکاری می‌کنند تا مجموعه‌ای از تجربه‌های‌شان را در هر قطعه ارائه کنند و از این طریق تجربیات متنوع‌تری برای شنوندگان ایجاد کنند. در این رابطه هوی متال از دیگر انواع هنر که تنها یک روش برای ابراز خود داشتند از تنوع بیشتری برخوردار است. درحالی‌که بایک تابلوی نقاشی از طریق تصویر ارتباط برقرار می‌شود یا یک سمفونی از طریق شنیداری درک می‌شود، ایماژ هوی متال و درون مایه عمومی که تمامی موسیقی آن‌ها را شامل می‌شود علاوه بر صدای موسیقی از طریق تصاویر روی آلبوم، اجرای صحنه، اشعار، لباس و آرایش گروه‌ها ابراز می‌شود.
مورخان موسیقی راک معتقدند تأثیر موسیقی پاپ غربی هویت فرار از واقعیت را از طریق اشعار عجیب و خیالی به موسیقی هوی متال داده است. در همین حال موسیقی بلوز سیاهان آمریکا با تمرکز بر خسران، افسردگی و تنهایی، واقعیت برهنه هوی متال را به آن می‌دهد.
اگر مولفه‌های فضا و درون‌مایه هوی متال عموماً واقعیت متأثر از بلوز است، مولفه تصویری آن عموماً تحت تأثیر خیالپردازی موسیقی پاپ است. درون مایه‌های تاریکی، پلیدی، قدرت و الهام مولفه‌های زبانی خطاب قراردادن مشکلات زندگی هستند. هوی متال در واکنش به «صلح و عشق» فرهنگ هیپی در دهه ۱۹۶۰، به عنوان یک ضد فرهنگ، نشان داد که تاریکی جای نور را می‌گیرد و واقعیت برهنه جایگزین پایان خوش پاپ شده و همه چیز پایان خوشی نخواهد داشت. درحالی‌که برخی از طرفداران معتقدند که ابزار تاریکی پیام هوی متال نیست، منتقدان هوی متال این نوع موسیقی را متهم به ستایش جنبه‌های منفی واقعیت کرده‌اند.
درون مایه‌های هوی متال عموماً عمیق‌تر از درون مایه‌های پاپ دهه‌های ۱۹۵۰، ۱۹۶۰ و ۱۹۷۰ است؛ که توجه آن معطوف به جنگ، نابودی اتمی، مسائل زیست‌محیطی، و تبلیغات سیاسی یا مذهبی بود. لد زپلین اولین گروهی بود که با ساخت ترانه‌های حماسی و اسطوره‌ای نظیر آهنگ مهاجر موسیقی راک را از فرم هنری به شکل اپیک و حماسی تغییر داد. «خوک‌های جنگی» اثر بلک سبت، «قاتل بزرگان» اثر آزی آزبورن، و عدالت برای همه‌ی متالیکا، «دو دقیقه به نیمه‌شب» اثر آیرن میدن و بسیار از آوازهای سیستم آو ا داون و اشعار گروه مگادث است. گاهی تفسیر بیش از حد ساده می‌شود چرا که واژگان شعری متال در اصل به دوگانگی تاریکی در برابر روشنایی، امید در برابر نومیدی یا خوب در برابر بد می‌پردازد و جایی برای سایه‌های پیچیده خاکستری باقی نمی‌گذارد.

## ایده
بسیاری هوی متال را بیشتر با شیطان‌پرستی مترادف می‌دانند. با این‌حال استفاده از نمادهای شیطان‌پرستانه و ضدمسیح به مرور و پس از یکی دو دهه از آغاز به کار گروه‌های هوی متال، و بیشتر در زیرگونه‌های فرعی متال رایج است. بیشتر گروه‌های نخستین در دهه‌های هفتاد و هشتاد نوعی عرفان مسیحی را دنبال می‌کردند و استفاده از گردن‌بند و نشان صلیب به هنگام اجرای زنده یا حتی بر روی آلات موسیقی کاملاً معمول بود.

### تأثیر موسیقی کلاسیک
تأثیرپذیری موسیقی هوی متال از موسیقی کلاسیک نوعاً شامل تأثیر آهنگسازان باروک، رومانتیک یا کلاسیک مدرن همچون باخ، پاگانینی، واگنر و بتهوون است و نه موتسارت یا هایدن. ریچی بلکمور گیتاریست دیپ پرپل و رینبو از اوایل دهه ۱۹۷۰ نمادهای موسیقایی به عاریت گرفته از موسیقی کلاسیک را به کار گرفت. به دنبال ریچی بلکمور رندی رودز و اولی یان روت رویهٔ او را در درگیر کردن موسیقی کلاسیک در هوی متال ادامه دادند و طی دهه ۱۹۸۰ برای الگوی سرعت و تکنیک خود به اوایل قرن هیجده بازگشتند. اینگوی مالمستین-گیتاریست، تحت تأثیر موسیقی کلاسیک- که تبحر فنی وی الهام بخش شمار زیادی از نوازندگان نئو-کلاسیکال متال از جمله تیمو تولکی، مایکل رومئو، مایکل آنجلو بتیو و تونی مک آلپاین بوده است بیش از همه در این میان شناخته شده است. موسیقی کلاسیک و موسیقی هوی متال ریشه در سنن و آداب مختلفی دارند. موسیقی کلاسیک «موسیقی هنری» است در حالی‌که هوی متال گونه‌ای از «موسیقی عامه‌پسند» به‌شمار می‌آید. با این حال موسیقی‌شناسانی همچون نیکلاس کوک و نیکلا دیبن روی این مسئله تأکید کرده‌اند که بررسی و تحلیل دقیق موسیقی عامه‌پسند نشان داده که برخی اوقات این گونهٔ موسیقی از هنر سنتی تأثیر گرفته است.
مسئلهٔ دیگر نقش عمدهٔ تریتون و گام‌های کروماتیک در هوی متال است. استفاده از یک فاصله متنافر مرکب از یک نت روت و یک چهار تقویت شده/پنج تضعیف شده، مثلاً C و F، منجر به تولید یک صدای «سنگین» و «پلید» تا حدی می‌شود که استفاده از آن در قرون وسطی ممنوع بود و اصطلاحاً به آن «ابلیس در موسیقی» گفته می‌شد. استفاده از تریتون از عناصر زیربنایی تک نوازی‌ها و ریف‌های هنرمندان هوی متال است و از نمونه‌های اولیهٔ آن می‌توان به بخش آغازین آهنگ «یکشنبهٔ سیاه» از آثار بلک سبث اشاره کرد.
اواخر دوره باروک در موسیقی غرب نیز اغلب از طریق دیدگاه گوتیک تفسیر شد. در آهنگ «آقای کراولی» -از آثار آزی آزبورن و گیتاریست رندی رودز- از یک ابزار نی مانند سینتی سایزر و تک نوازی‌های گیتار الهام گرفته از باروک برای خلق حالتی خاص برای اشعار آزبورن در ارتباط با عالم به علم غیب آلیستر کراولی استفاده شده است.
رودز در بخش آغازین آهنگ «خاطرات یک دیوانه» در سال ۱۹۸۲، تأثیر بسیاری از «Etude #۶» اثر آهنگساز کوبایی گیتار کلاسیک لئو بروور گرفت. او همانند بسیاری دیگر از گیتاریست‌های متال دهه ۱۹۸۰ صراحتاً از مطالعات «آموخته» نظریه موسیقی برای تثبیت صنعت ضعیف مجلات آموزشی گیتار از جمله «گیتار برای آهنگسازان حرفه‌ای» که طی دهه شکل گرفته بود استفاده کرد. با این وجود در اکثر موارد، آهنگسازان متال که تکنیک و بلاغت موسیقی کلاسیک را به عاریت گرفته بودند تلاشی نکردند تا آهنگساز کلاسیک باشند.
در دانشنامه انکارتا آمده است: «زمانی که متن به موسیقی ارتباط داده شد، باخ توانست برای ایده‌های کلامی معادل‌های موسیقایی بنویسد. گروه‌های پراگرسیو راک مثل امرسون، لیک اند پالمر و یِس پیش از پیدایش هوی متال این پدیده را بررسی کرده‌اند.»
هوی متال از موضوعات فاجعه‌آمیز و تصاویر قدرت و تاریکی استفاده کره و قابلیت ترجمه دقیق ایده‌های زبانی به موسیقی برای کسب اصالت و اعتبار آن ضروری است. آلبوم Powerslave آیرن میدن یک مثال در این مورد است. طرح روی جلد و تم آهنگ «Powerslave» (هم‌نام با آلبوم) تأثیر گرفته از فرهنگ مصر باستان است و بسیاری از آهنگ‌های درون آلبوم از اصواتی تشکیل شده‌اند که یادآور مرگ و زندگی هستند. نمونه آن آهنگ «The Rime of the Ancient Mariner» بر اساس شعری از ساموئل تیلور کالریج است. آهنگ دوم آلبوم A Farewell to Kings گروه راش یک اثر ۱۲ دقیقه‌ای به‌نام «Xanadu» است که از شعر کالریج و پیش از آن از ساختهٔ آیرن میدن الهام می‌گیرد.

## واژه هوی متال

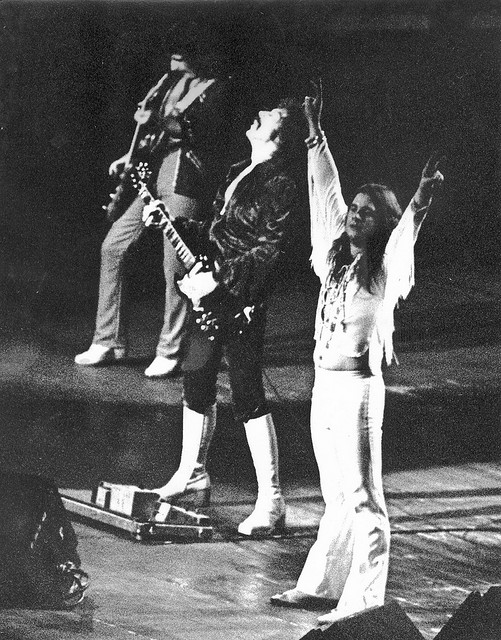
بلک سبث در مدیسون اسکوئر گاردن، ۱۹۷۷

ریشه و سرچشمه اصطلاح «هوی متال» در ارتباط با نوعی موسیقی نامعلوم است. این اصطلاح قرن‌ها در علم شیمی و علم فلزات مورد استفاده بوده است و در «لغتنامه انگلیسی آکسفورد» نیز در همین لیست قرار گرفته است. از اولین نمونه‌های استفاده از این واژه در فرهنگ مدرن توسط نویسندهِ مخالف فرهنگ ویلیام اس بوروگز بوده است. او در رمان‌اش در سال ۱۹۶۲ بنام The Soft Machine به معرفی شخصیت اورانین ویلی، فرزند هوی متال پرداخت. وی در رمان بعدی‌اش در سال ۱۹۶۴ بنام Nova Express این مضمون را گسترش داد، هوی متال به عنوان استعاره‌ای برای داروهای مخدر به کار رفت.
مردم هوی متال اورانوس با بیماری‌ها، داروهای ارگاسم و روش زندگی سرد خوشان در ساحل آبی غبارآلود پیچیده شدند و مردم مین‌راد با موسیقی متال
با توجه به تاریخ انتشار این کتاب‌ها چنین به نظر می‌رسد که بوروگز قصدی در مورد مرتبط ساختن این واژه با موسیقی راک نداشته است؛ با این وجود ممکن است نوشته‌های بوروگز بر کابردهای بعدی این واژه تأثیراتی گذاشته باشند.
اولین استفاده از واژه «هوی متال» در غزلیات آوازی در اصطلاح «heavy metal thunder» در سال ۱۹۶۸ می‌باشد:
I like smoke and lightning

Heavy metal thunder

Racin' with the wind

And the feelin' that I'm under
در کتاب «تاریخ هوی متال» عنوان شده که «هوی» از «hippiespeak» گرفته شده به معنای هر چیزی که؟
کلمه «هوی» (به معنی جدی و عمیق یا سنگین و سخت) است.
ارجاعات به «موسیقی هوی»، با این تعریف که معمولاً از انواع دیگر موسیقی عامه‌پسند سرعت کمتر و قدرت بیشتری داشت، رواج یافته بود. آیرن باترفلای برای اولین بار در سال ۱۹۶۸ آلبومی به نام «هِوی» منتشر کرد و توضیح روی جلد آلبوم بدین صورت بود: «آیرن- سمبل چیزی سنگین در آهنگ، باترفلای- نور، جذاب و متحرک… شیئی که براحتی می‌توان در تخیلات از آن استفاده کرد.
این حقیقت که لد زپلین (که نام آن تا حدودی ارجاع به تمسخر کیت مون که «مثل بالونی سربی فرومی‌روند» است) هوی متال را در نام آلبومش افزود ممکن است دلیل عدم استفاده بیشتر از این واژه باشد.
در اواخر دهه ۱۹۶۰، بیرمینگهام، انگلیس کماکان مرکز تولیدات صنعتی بود. با توجه به گروه‌های راک که در گوشه و کنار شهر ایجاد شده بودند-از جمله لد زپلین، دِ موو، و بلک سبث- برخی افراد بر این باورند که واژه هوی متال ممکن است ارتباطی با این فعالیت‌ها داشته باشد. در بیوگرافی‌های دِ موو عنوان شده است که صدای ریف‌های گیتارهای هوی آن‌ها بود که در میان متال میدلند محبوبیت داشت.
آلبوم ۱۹۶۸ بلو ایستر کالت با نام کلاب نینجا، نشان‌دهندهٔ استفاده گروه از سمبل‌های شیمیایی برای سرب است – «یک فلز سنگین». سندی پرلمن تهیه‌کننده، مدیر و ترانه‌نویس بلو ایستر کالت، ادعا کرده است که اولین فردی بوده است که از واژه هوی متال برای موسیقی راک در سال ۱۹۷۰ استفاده کرده است. پرلمن در جریان ایجاد تصویری از گروه که در برگیرنده اشارات شوخی‌آمیز به پدیده‌های غیبی باشد به استفاده از یک سمبل برای گروه رسید (مانند استفاده از سمبل آیرن میدن که بعدها در آلبوم هنری آن‌ها استفاده شد)، شیمیایی سمبل برای سرب یکی از سنگین‌ترین فلزات. او این واژه را برای توضیح نوع موسیقی که بلو ایستر کالت اجرا کرد پیشنهاد کرد.
یکی از فرضیه‌های اخیر اما جنجال‌برانگیز در مورد ریشه این ژانر از طرف «چاس» که در سال ۱۹۶۹ مدیر Jimi Hendrix Experience بود در مصاحبه‌ای تلویزیونی وی با برنامه تلویزیونی PBS TV به نام «Rock and Roll» در سال ۱۹۹۵ پیشنهاد شد. او عنوان کرد: واژه هوی متال از یک مقاله در نیویورک تایمز که راجع به بررسی یک نوازنده بنام Jimi Hendrix بود نشات گرفته است… مانند گوش دادن به نوای سقوط فلزات سنگین از آسمان. با این وجود منشأ دقیق این ادعا پیدا نشده است و بحث‌های بسیاری در مورد صحت آن وجود دارد.
در ماه مه ۱۹۷۱ مایک ساندرز-منتقد موسیقی راک- در مجلهٔ Creem کلمهٔ «هوی متال» را در یک نقد مساعد راجع به آلبوم Kingdom Come گروه سِر لُرد بالتیمور به‌کار برد. تا به امروز این نقد، اولین منبع چاپی است که در آن از عبارت «هوی متال» برای اشاره به یک «ژانر موسیقی» استفاده شده است.
«هوی متال» ممکن است در ابتدا توسط برخی منتقدان موسیقی برای تمسخر بکار گرفته باشد، اما هواداران آن سریعاً آن را پذیرفتند. سایر گروه‌ها از جمله دیپ پرپل-که از قبل ایجاد شده بودند و ریشه در پاپ یا پراگرسیو راک داشتند، بلافاصله از هوی متال استفاده کرده و با یک رویکرد خشن تغییراتی در آن ایجاد کردند.

### خاستگاه (دهه ۱۹۶۰ و اوایل دهه ۱۹۷۰)
موسیقی بلوز که خاستگاه‌اش آمریکا بود در میان هواداران راک در انگلستان بسیار تأثیرگذاربود و محبوبیت خاصی داشت. گروه‌هایی مثل رولینگ استونز و د یارد بردز بسیاری از آهنگ‌های کلاسیک بلوز را با بالا بردن ضرب‌آهنگ و استفاده از گیتار الکتریک بازخوانی کردند. در حالی‌که آهنگ‌های اصلی با گیتار آکوستیک اجرا شده بودند. این تغییرات در موسیقی بلوز و دیگر موسیقی‌هایی که ریشه در فرهنگ مهاجران آفریقاییِ آمریکا داشت منجر به پیدایش اولین نمونه‌های موسیقی راک اند رول شد که الویس پرسلی از پیشگامان آن به‌شمار می‌آید.
پس از آن موسیقی بلوز مورد توجه بسیاری از موسیقی‌دانان و نوازندگانی قرار گرفت که سعی داشتند با بهره‌گیری از این نوع موسیقی و فرصتی که گیتار الکتریک‌های جدید ایجاد می‌کرد، صداهای بلندتر و بیشتری-هماهنگ و ناهماهنگ-تولید کنند. از آنجایی‌که شیوهٔ نواختن درامز در بلوز-راک استفاده از ضربه‌های بسیار ساده بر روی طبل‌های کوچک بود، درامرها به استفاده از سِت‌های درامز پیچیده‌تر و پرصداتر روی‌آوردند تا بتوانند با صدای گیتار که هر روز بلند و بلندتر می‌شد مقابله کرده و شنیده شوند. به همین ترتیب خوانندگان نیز تکنیک‌های خود را تغییر داده و با اتکای بیشتر بر روی آمپلی فایر، روند تصنعی‌تر و دراماتیک را پیش رو گرفتند. در همین راستا پیشرفت‌های حاصله در صنعت ضبط، نوازندگان و خوانندگان را قادر ساخت این تغییر رویه و افزایش قدرت و صدا را به‌راحتی ضبط کنند.
اولین نمونه موسیقی‌ای که به‌عنوان هوی متال نامگذاری شد در اواخر دهه ۱۹۶۰ از منطقه بیرمنگام در انگلستان شنیده شد. زمانی‌که گروه‌هایی همچون لدزپلین و بلک سبث رویه‌ای کاملاً غیرسنتی را نسبت به استانداردهای بلوز در پیش گرفتند و موسیقی‌ای جدید بر پایهٔ گام‌ها و تنظیمات موسیقی بلوز ابداع کردند. لد زپلین اولین گروهی بود به شکلی همه‌جانبه در سازها و آهنگسازی و ترانه‌نویسی به سوی ساخت هوی متال قدم گذاشت.
از دیگر افرادی که در این روند تأثیرگذار بودند وانیلا فیوج بود که تُن‌های پاپ را آهسته و توهم‌زا کرد و گروه‌های دِ هو و د کینکس که با تلفیق پاور کُرد و آکُردهای خشن‌تر در ژانر راک، راهی برای نمونه‌های مختلف هوی متال باز کردند. نمونه تأثیرگذار دیگر کریم بود که قالب پاور تریو را ابداع کرد و در هوی متال سهم عمده‌ای را به خود اختصاص داد.
در اواخر سال ۱۹۶۸ اصوات هوی بلوز برای بسیاری از مردم آشنا بودند؛ بسیاری از طرفداران و موسیقی‌دانان بازخوانی «Summertime Blues» -اثر ادی کوچران- توسط گروه بلو چیر را از اولین آهنگ‌های هوی متال می‌دانند. بسیاری از متخصصان بیتلز از آهنگ «Helter Skelter» در آلبومبیتلز (آلبوم) و تک‌آهنگ انقلاب(۱۹۶۸) یاد می‌کنند که استانداردهای جدیدی برای میزان تغییر و خشونت صوت در آلبوم‌های پاپ وضع کرد. در نوامبر همان سال گروه Love Sculpture به همراه گیتاریست‌اش دیو ادموند کاوری خشن از موومان Sabre Dance اثر آرام خاچاطوریان را خلق کرد. آلبوم حقیقت (در اواخر سال ۱۹۶۸) ساخته گروه جف بک از آثار مهم و تأثیرگذار راک بود که کمی پیش از اولین آلبوم لدزپلین منتشر شد. در اینجا از تک‌آهنگ «دربارهٔ آن فکر کن» ساخته گروه یارد بردز در سال ۱۹۶۸ نیز باید یاد کرد که در آن از اصواتی استفاده شده بود که مشابه‌اش را جیمی پیج در لدزپلین استفاده کرد.
همچنین آهنگ «مرد اسکیزوفرن قرن ۲۱» از آلبوم اول گروه پراگرسیو راک کینگ کریمسون با نام در دربار شاه کریمسون(۱۹۶۹) دارای اغلب ویژگی‌های مضمونی، تصنیفی و موسیقایی متال بود. ویژگی‌هایی مثل صدای بلند و بد گیتار و تک‌خوانی ناموزون رابرت فیلیپ با اشعاری که معطوف بر نقص‌های انسان قرن ۲۱ بود، به همراه فضای تاریک آواز گرگ لیک که از درون یک جعبه کج و معوج می‌گذشت.
بی‌پروایی موسیقایی «لد زپلین» در تمامی ابعاد و نه فقط نوازندگی گیتار در سال ۱۹۶۸ توجه جهانیان را به شکل‌گیری ژانر جدیدی معطوف کرد. از گروه‌های شاخص اولیهٔ هوی متال لد زپلین، دیپ پرپل، یوریا هیپ، یوفو، بلک سبث بودند که جامعهٔ مدرن متال در حال حاضر اغلب آن‌ها را گروه‌های هارد راک می‌نامد تا هوی متال. به‌ویژه آن‌دسته از گروه‌هایی که صدای‌شان بیشتر شبیه به موسیقی راک سنتی بود. به‌طور کلی واژه‌های «هوی متال» و «هارد راک»، خصوصاً درهنگام بحث در مورد موسیقی دهه هفتاد، اغلب به یک معنا به کار می‌روند. بسیاری از چنین گروه‌هایی به‌خودی خود گروه‌های هوی متال نیستند، بلکه آهنگ‌ها یا آثاری از خود به جای گذاشته‌اند که به این ژانر کمک کرده است. به عنوان مثال کمتر کسی می‌تواند جترو تال را به معنای واقعی هوی متال در نظر بگیرد، اما از طرف دیگر کمتر کسی می‌تواند منکر آن شود که آهنگ «وسایل تنفس» (از آلبوم ۱۹۷۱ گروه با همین نام) آن‌ها یکی از اولین آهنگ‌های هوی متال بوده است.

### هوی متال کلاسیک (اواخر دهه هفتاد و اوائل دهه هشتاد میلادی)
اواخر دهه هفتاد و اوائل دهه هشتاد میلادی از تاریخ موسیقی هوی متال یکی از دورانی است که مورخان موسیقی در مورد آن به شدت بحث و مناظره دارند. منتقدان بر این باورند که شروع هوی متال متشخص و متعارف انتشار آلبوم بریتیش استیل گروه جوداس پریست بوده است. تشخص هوی متال امروزی همیشه وامدار دو گروه جوداس پریست و آیرون میدن بوده است اما گروه‌هایی مثل بلو ایستر کالت به موفقیت نسبتاً بالایی دست یافتند و صحنه لوس آنجلس به تدریج در دهه هشتاد میلادی، مخاطبان پاپ را به خود دید. دیگران منکر اهمیت این گروه‌ها هستند یا آن را ناچیز جلوه می‌دهند و به جای آن توجه خود را بر ظهور موسیقی نفوذ کلاسیک-که در آثار رندی رودز و نظایر آن شنیده می‌شود-معطوف ساختند. عده‌ای دیگر ترکیب هوی متال را با موسیقی گروه‌های پانک راک از قبیل گروه جوان و سرعت بالای سکس پیستولز مورد تأکید قرار می‌دهند که سرانجام در سال ۱۹۸۰ منجر به شکل‌گیری جریان موج نوی هوی متال بریتانیا شد. از گروه‌های پیشرو این جریان ساکسون، آیرن میدن، موتوهد، ونوم و دایمُند هد بودند.
برخی از موسیقی دانان گروه‌های برجسته هوی متال، معتقدند که پایه‌های سبک خاص و صدای اصیل هوی متال توسط جریان موج نو هوی متال انگلیسی، از طریق سه آلبوم اولیه و شاخص گروه جوداس پریست یعنی «بالهای غمگین سرنوشت» (۱۹۷۶)، «گناه پشت سر گناه» (۱۹۷۷)، و «کلاس لکه دار» (۱۹۷۸) گذاشته شد.
گروه رینبو نیز هر از گاهی به عنوان پیشروی یک نوع هوی متال اصیل خوانده می‌شود. این ادعا را می‌توان در مورد آلبوم‌های آخر دیپ پرپل از قبیل سوزش و طوفان زا مطرح کرد، لیکن این گروه‌ها عموماً گروه‌های «هارد راک» قلمداد می‌شوند. گروه‌های متال به تدریج فراتر از استفاده تقریباً انحصاری گام‌های غمگین رفتند و مدهایی دیاتونیک را با سولوهای خود تلفیق کردند. این اتفاق نخستین بار توسط جوداس پریست رقم خورد و این رویکرد از آن زمان تاکنون به موارد زیادی گسترش یافته است.
بعضی معتقدند تک نوازی ادی ون هیلن در آهنگ «فوران» آلبوم ون هیلن (۱۹۷۸) نقطه عطفی در تک‌نوازی گیتار بود. ریچی بلکمور، رندی رودز و اینگوی مالمستین کارهای بیشتری را با گیتار ارائه کردند و در پاره‌ای موارد گیتارهایی که سیم‌های نایلونی داشت در کنسرت‌های هوی متال و آلبوم‌های هوی متال نواخته می‌شد. نوازندگان شاخص گیتار کلاسیک همچون لیونا بوید نیز با دخالت دادن عناصر نیو ایج و راک در موسیقی‌شان به ستاره‌های هوی متال پیوستند. این روند باعث شد نوازندگان کلاسیک و تجددطلب برای رد و بدل کردن قسمت‌هایی از موسیقی نواخته شده با گیتار در کنار هم قرار گیرند.

### استیلای جریان اصلی
محبوبترین ژانر فرعی هوی متال در ایالات متحده ظاهر شد که از گروه‌های گلم متال متعلق به دهه هشتاد قرن بیستم بود مرکز این رشد ناگهانی عمدتاً در سان ست استریپ از لوس آنجلس، کالفرنیا بود.
اولین موج گلم متال شامل مواردی از قبیل موتلی کرو، رت، وسپ، داکن و تویستد سیستر می‌شد. گروه‌های اولیه گلم متال تحت تأثیر برنامه‌های هوی متال از قبیل دیپ پرپل، بلک سبث و کیس قرار داشتند که تک نوازی گیتار را با اکثر آوازهایشان می‌آمیختند. گروه‌هایی مثل موتلی کرو و وسپ پایه‌های نهاده شده توسط آلیس کوپر و کیس را از لحاظ برنامه‌های سن گسترش دادند و به خود جرئت حضور در قلمرو شاک راک را دادند.
گلم متال به نحوی از انحا می‌بایست از اوائل دهه هشتاد قرن بیستم تا حدود سال ۱۹۹۲؛ یعنی زمانی که جنبش گرانژ از سیاتل، واشینگتن و رپ محبوب شدند، بر موج‌های جریان اصلی تسلط می‌یافت. در آن زمان که گروه‌هایی نظیر دیو، آزی آزبورن و جوداس پریست مدل‌های گلم متال را در موسیقی خود آزمایش کردند.
این ژانر باعث به وجود آمدن نوعی شکاف در جامعه روبه تکامل متال در دهه هشتاد شد، که علت اصلی آن ایماژ گروه‌های گلم متال، به ویژه گروه‌هایی از قبیل پویزن که ظاهری زنانه داشتند بود.